# Robert Cavanah
Robert Cavanah (Edimburgo,	20 de diciembre de 1965) es un actor y director británico, más conocido por sus participaciones en la televisión y teatro.

## Biografía
Es hijo de Carol Cavanah.
Estudió en el "Royal Scottish Academy of Music and Drama" pero lo dejó en 1986 y se graduó del "Drama Centre London" en 1994.
Robert está casado con Brigit Cavanah, la pareja tiene dos hijos Logan James Alexander Cavanah y Olivia Cavanah.

## Carrera
Fue líder de la banda local "Peach County" que tocaba country blues en Glasgow de 1989 a 1991.
En 1989 apareció por primera vez en la serie Taggart donde interpretó a Lennie Moffat en el episodio "Flesh and Blood", posteriormente apareció de nuevo en la serie ahora dando vida a Tony en el episodio "Death Benefits" y finalmente su última aparición en la serie fue en el 2010 cuando interpretó a Don McGreevy en el episodio "Bloodsport".
En 1995 se unió al elenco de la tercera temporada de la serie Cracker donde interpretó al detective de la policía Alan Temple, el reemplazo del detective Bobby Harriman.
Ese mismo año apareció en la primera temporada de la serie The Governor donde dio vida al prisionero Anthony Kelly.
En 1999 apareció en la serie Highlander: The Raven donde interpretó al padre Liam Riley, un sacerdote inmortal que vive en París.
En el 2003 interpretó al agente especial del MI6 Stevens en la película Lara Croft Tomb Raider: The Cradle of Life.
Ese mismo año dio vida a Rochester en la miniserie Charles II: The Power & the Passion y al ingeniero escocés Robert Stevenson en Seven Wonders of the Industrial World.
El 14 de septiembre de 2004 apareció como invitado en la popular serie británica EastEnders donde interpretó a Tommy Grant, quien salió brevemente con Vicki Fowler, hasta el 22 de noviembre del mismo año, después de que su personaje decidiera irse a Tailandia.
En el 2006 se unió al elenco recurrente de la serie médica Doctors donde interpretó al doctor Peter Kendrick, sin embargo su personaje pronto se volvió depresivo y se quitó su propia vida. Más tarde regresó a la serie ahora interpretando a Michael Bennett durante el episodio "Profit and Loss" en el 2015.
Ese mismo año se unió al elenco principal de la tercera temporada de la serie The Royal donde dio vida a Adam Carnegie, el secretario del hospital hasta la séptima temporada en el 2009. También apareció en la serie policíaca The Bill donde interpretó al detective inspector de la policía Richard Caddick, anteriormente había interpretado a dos personajes distintos en la serie: a Neil Ramsey durante el episodio "Caught Short" en el 2000 y a Andrew Hallam en "Under the Doctor" en 1995.
En el 2012 apareció como invitado en la popular serie The Borgias donde dio vida a don Hernando De Caballos.
Robert ha interpretado a cuatro personajes distintos en la serie Casualty: a Stewart Riley en el episodio "Waiting for a Star to Fall" del 2013, a Martin Roy en "Love Is a Battlefield" del 2010, a Michael Chalmers durante el episodio "Love's Labours" en el 2004 y a James Barnes en "Trials and Tribulations" en 1995.
El 6 de enero de 2014 apareció como invitado en la serie británica Emmerdale Farm donde interpretó a Ian Chamberlain, un hombre con quien Val Pollard tiene una aventura mientras ella estaba en Portugal, hasta el 17 de enero del mismo año después de que Val terminara con él.
Ese mismo año apareció en las series DCI Banks donde interpretó al superintendente de la policía Mike Trethowan y en Silent Witness donde interpretó al detective inspector Simon Laing durante dos episodios, anteriormente había aparecido por primera vez en la serie en el 2003 donde interpretó a Colin Burwood durante los episodios "Answering Fire: Part 1 & 2".
En el 2016 se unió al elenco invitado de la segunda temporada de la popular serie Outlander donde interpretó a Jared Fraser, el primo de Jaime Fraser (Sam Heughan) durante el episodio "Through a Glass, Darkly".

## Filmografía

### Series de televisión
| Año         | Serie                                 | Personaje                  | Notas                                  |
| ----------- | ------------------------------------- | -------------------------- | -------------------------------------- |
| 2016        | Outlander                             | Jared Fraser               | episodio "Through a Glass, Darkly"     |
| 2006        | Doctors                               | Dr. Peter Kendrick         | 15 episodios                           |
| 2014        | Transporter: The Series               | Rob Tyler                  | episodio "We Go Back"                  |
| 2014        | Emmerdale Farm                        | Ian Chamberlain            | 4 episodios                            |
| 2014        | DCI Banks                             | Supt. Mike Trethowan       | 2 episodios                            |
| 2014        | Silent Witness                        | Det. Insp. Simon Laing     | 2 episodios                            |
| 2013        | Casualty                              | Stewart Riley              | episodio "Waiting for a Star to Fall"  |
| 2013        | Father Brown                          | Leonard Quinton            | episodio "The Wrong Shape"             |
| 2012        | The Borgias                           | Hernando De Caballos       | 2 episodios                            |
| 2012        | Hatfields & McCoys                    | Oficial de Kentucky        | episodio # 1.3 - miniserie             |
| 2012        | Hustle                                | Gerald McCrary             | episodio "Picasso Finger Painting"     |
| 2010        | Taggart                               | Don McGreevy               | episodio "Bloodsport"                  |
| 2006 - 2009 | The Royal                             | Adam Carnegie              | 30 episodios                           |
| 2006        | Rebus                                 | Det. Insp. Dalcastle       | episodio "The Black Book"              |
| 2006        | The Bill                              | Det. Insp. Richard Caddick | 2 episodios                            |
| 2005        | Judge John Deed                       | Terry Rogers               | episodio "Lost and Found"              |
| 2004        | EastEnders                            | Tommy Grant                | 14 episodios                           |
| 2004        | Rose and Maloney                      | Bruce Arneson              | 2 episodios                            |
| 2003        | Blue Dove                             | Ian Andrews                | miniserie                              |
| 2003        | Charles II: The Power & the Passion   | Rochester                  | 2 episodios - miniserie                |
| 2003        | Seven Wonders of the Industrial World | Robert Stevenson           | episodio "The Bell Rock Lighthouse"    |
| 2003        | Murder in Mind                        | Det. Jon Parry             | episodio "Landlord"                    |
| 1999        | Highlander: The Raven                 | Liam Riley                 | 5 episodios                            |
| 1997        | Insiders                              | Gerry Cosmo                | 6 episodios                            |
| 1996        | No Bananas                            | George Foster              | episodio "Blitz" - miniserie           |
| 1996        | Hamish Macbeth                        | Gary Ross                  | episodio "Isobel Pulls It Off"         |
| 1996        | Kavanagh QC                           | Duncan Pembridge           | episodio "Job Satisfaction"            |
| 1995        | Cadfael                               | Oliver de Bretagne         | episodio "The Virgin in the Ice"       |
| 1995        | Cracker                               | Det. Alan Temple           | 7 episodios                            |
| 1995        | The Governor                          | Anthony Kelly              | 4 episodios                            |
| 1995        | Highlander                            | Franklin Waterman          | episodio "Reasonable Doubt"            |
| 1995        | Doctor Finlay                         | Max Henderson              | episodio "The Greatness and the Power" |
| 1993        | Sisters                               | Vendedor                   | episodio "Sleepless in Winnetka"       |

### Películas
| Año  | Título                                     | Personaje      | Notas                                                                                            |
| ---- | ------------------------------------------ | -------------- | ------------------------------------------------------------------------------------------------ |
| 2013 | The Fall of the Essex Boys                 | Mickey Steele  | junto a Kierston Wareing, Peter Barrett, Jay Brown & Simon Phillips                              |
| 2003 | Lara Croft Tomb Raider: The Cradle of Life | Agente Stevens | junto a Angelina Jolie, Gerard Butler, Ciarán Hinds, Noah Taylor, Djimon Hounsou & Til Schweiger |

### Narrador
| Año  | Título        | Notas    |
| ---- | ------------- | -------- |
| 2013 | The Collector | narrador |
| 2005 | Bunking Off   | narrador |

### Director, escritor y productor
| Año  | Título             | Notas                                  |
| ---- | ------------------ | -------------------------------------- |
| -    | Invisible          | escritor                               |
| 2010 | Pimp               | director, escritor & productor         |
| 2006 | Doctors            | 3 episodios - director                 |
| 2001 | Trumps             | corto - director & escritor            |
| 2000 | Fish               | corto - director & escritor            |
| 1998 | The Soldier's Leap | corto - director, escritor & productor |

### Teatro
| Año         | Obra                              | Personaje          | Director (a)  | Teatro                 | Notas                                                              |
| ----------- | --------------------------------- | ------------------ | ------------- | ---------------------- | ------------------------------------------------------------------ |
| 2012        | MacBeth                           | MacBeth            | David Thacker | Octagon Theatre        | -                                                                  |
| 2010 - 2011 | Men Should Weep                   | John Morrison      | Josie Rourke  | Royal National Theatre | junto a Sharon Small                                               |
| 2009        | The Water's Edge                  | -                  | Fiona Morrell | Arcola Theatre         | junto a Mark Field, Madeleine Potter, Kate Sissons & Cressida Trew |
| 2003        | Two Sisters and a Piano           | Teniente Portuondo | -             | -                      | junto a Eva Alexander, Catalina Botello & Stephen Hudson           |
| 2001        | Four Nights in Knaresborough      | Caballero de Traci | -             | -                      | -                                                                  |
| 2000        | Julius Caesar                     | Marc Antony        | David Lan     | Young Vic Theatre      | junto a Dorian Healy, Marcus D'Amico, Lloyd Owen & Jaye Griffiths  |
| 1998        | Kill the Old, Torture Their Young | -                  | -             | Traverse Theatre       | junto a Billy Boyd                                                 |
| 1996        | Love for Love                     | Jeremy             | -             | Chichester Theatre     | junto a Derek Jacobi, Leslie Phillips & Gary Olsen                 |
| 1991        | Table for Two                     | Caballero de Traci | -             | -                      | -                                                                  |
| 1991        | Peter Pan                         | Pirata             | -             | -                      | -                                                                  |
| 1990        | Table for Two                     | -                  | Donna Orlando | -                      | -                                                                  |
| -           | Desire Under the Elms             | -                  | -             | -                      | -                                                                  |
| -           | Tartuffe                          | -                  | -             | -                      | -                                                                  |
| -           | MacBeth                           | Soldado            | -             | -                      | -                                                                  |
| -           | 'Night, Mother                    | -                  | -             | -                      | -                                                                  |
| -           | The Deal                          | -                  | -             | -                      | -                                                                  |

## Premios y nominaciones
| Año  | Categoría                                    | Premio             | Serie   | Resultado |
| ---- | -------------------------------------------- | ------------------ | ------- | --------- |
| 2006 | Best Exit                                    | British Soap Award | Doctors | Nominado  |
| 2006 | Best Storyline (junto a Christopher Timothy) | British Soap Award | Doctors | Nominados |